# Pokeretikette
Die Pokeretikette umschreibt das sportliche Verhalten am Pokertisch. Bei wiederholter Nichtbeachtung der Etikette kann ein Spieler vom Tisch und darüber hinaus auch von einem Pokerturnier verwiesen werden. Die Einhaltung dieser Regeln soll die Würde aller Spieler gewährleisten sowie ein flüssiges und sportlich faires Pokerspiel ermöglichen. Die Pokeretikette ist von den Pokerregeln zu unterscheiden und bezieht sich ausschließlich auf das Betragen der Spieler untereinander.

## Verhalten gegenüber den Mitspielern
- Am Pokertisch sind alle Mitspieler gleichberechtigt.
- Ein Mitspieler darf niemals zu einer Handlung gedrängt werden. Aussagen wie "Setz doch endlich!" oder "Am besten steigst Du aus!" gehören nicht an den Pokertisch.
- Bis zum Abschluss der aktuellen Spielrunde darf der Spieler nicht über seine Karte sprechen oder diese zeigen.
- "Show one, show all" – Wenn ein Mitspieler, egal ob er die Runde gewonnen oder verloren hat, sich dazu entschließt, seine Karten zu zeigen, dann muss er diese für alle sichtbar offenlegen. Das Einweihen einzelner Mitspieler in seine Kartenhand ist untersagt.
- Gespräche am Pokertisch sind normal und gehören zum Spiel. Um die Konzentration der Mitspieler nicht maßgeblich zu beeinträchtigen, darf weder zu laut gesprochen noch geschrien werden. Darüber hinaus werden lange Monologe oder ausufernde Diskussionen als störend empfunden.
- Die Mitspieler bleiben am Pokertisch unter sich. Es ist in der Regel unerwünscht, dass sich andere Personen in direkter Nähe zum Spiel aufhalten. Für Freunde und Familie gibt es gerade bei langen Turnieren einen extra Bereich, um von dort aus das Geschehen am Pokertisch zu verfolgen.
- Pokerspieler zeigen ihren Respekt untereinander, indem sie sich vernünftig begrüßen und verabschieden. Auch bei einer ärgerlichen Niederlage und dem damit verbundenen Ausscheiden wahrt der Pokerspieler stets sein faires und sportliches Auftreten.

## Verhalten gegenüber dem Dealer
- Der Dealer genießt am Pokertisch die höchste Autorität. Er ist Kartengeber und Schiedsrichter zugleich. Seine Handlungen und Ansagen haben alle Mitspieler am Tisch genau zu befolgen.
- Fragen oder Hinweise werden dem Dealer immer höflich und respektvoll erläutert.

## Ansagen am Pokertisch
- Die Ansagen der Mitspieler am Pokertisch sind bindend und müssen klar und präzise artikuliert sein.
- Die erste Ansage zählt. Hat ein Spieler bereits "Check" gesagt, kann er anschließend nicht mehr erhöhen oder aussteigen. Darüber hinaus sind Doppelansagen verboten. Hat zuvor ein Spieler erhöht, dann darf der nächste Spieler nicht sagen: "Ich gehe den Betrag mit und erhöhe noch mal um diesen Betrag." Entweder der Spieler geht mit oder er erhöht.

## Spieltempo
- Zeit, um gründlich zu überlegen steht jedem Mitspieler zu. Allerdings stört zu langes Abwarten den Spielfluss. Deshalb sollte man sich nicht länger als 1–2 Minuten mit einer Entscheidung aufhalten. Beim Onlinepoker setzt irgendwann ein Timer ein. Am echten Pokertisch weist der Dealer einen Mitspieler darauf hin, dass er sich entscheiden soll.
- Jeder Spieler wartet mit seiner Ansage, bis der vorherige Spieler seine Entscheidung getroffen hat. Das gilt auch für das Aussteigen. Die Karten schon weg zu werfen, bevor man an der Reihe ist, wird als respektlos empfunden.

## Sonstiges
- Die Pokerchips sollten geordnet und gut sichtbar vor dem Mitspieler liegen. Auf Anfrage muss jeder Spieler sowohl dem Dealer als auch einem Mitspieler seinen aktuellen Chipstand nennen.
- Das Tauschen der Sitzposition am Pokertisch ist nur mit Rücksprache des Dealers oder Veranstalters gestattet.